# Elias Lagerheim den yngre
Hans Gustaf Wilhelm Elias Lagerheim, född 1 juli 1830 i Stockholm, död där 25 mars 1914, var en svensk friherre, militär och genealog.
Lagerheim blev 1851 underlöjtnant vid Livregementets dragoner. Han följde som adjutant generallöjtnant Jakob Wilhelm Sprengtporten på dennes beskickning till Paris och Köpenhamn samt utnämndes 1864 till ryttmästare. Lagerheim, som 1881 blev major i armén, ägnade sig även åt allmänna värv och var 1867–1869 landstingsman i Stockholms län samt 1862–1870 ledamot i styrelsen för Södertälje lasarett. År 1882 tog han avsked ur krigstjänsten. Lagerheim ägnade sig därefter åt omfattande släktforskningar och utgav 1910 släktmonografin Arfwedh Larsson och Karin Utter samt deras afkomlingar. Släkterna Weidman, Lagerheim, Weidenhielm. De av honom samlade så kallade Lagerheimska papperen i Kungliga Biblioteket innehåller 30 000–40 000 personhistoriska uppgifter hämtade ur Post- och Inrikes Tidningar och har varit av stort värde för släktforskare.
Elias Lagerheim var son till Elias Lagerheim och svärfar till Erland Björck.